# Nieznany książę (film)
Nieznany książę (ang. The Lost Prince) – brytyjski film telewizyjny z 2003 roku w reżyserii Stephena Poliakoffa, którego premiera odbyła się 19 stycznia 2003 roku na stacji BBC One, opowiadający o życiu księcia Jana – zmarłego w 1919 roku w wieku 13 lat najmłodszego syna króla Wielkiej Brytanii Jerzego V i królowej Marii.

## Fabuła
Książę Jan (Daniel Williams/Matthew Thomas) miał napady padaczkowe oraz zaburzenia rozwojowe podobne do autyzmu, z powodu czego brytyjska rodzina królewska próbowała go chronić przed opinią publiczną (film nie przedstawia rodziny jako niesympatycznej, jednak pokazuje, ile to ich kosztowało emocjonalnie, zwłaszcza matkę chłopca, królową Marię (Miranda Richardson)). Film pokazuje historię chłopca, jego relacje rodzinne, szczególnie z bratem, księciem Jerzym (Brock Everitt-Elwick/Rollo Weeks), inne wydarzenia polityczne (m.in. upadek dynastii Romanowów w 1917 roku), a także miłość jego niani, Charlotte "Lalla" Bill (Gina McKee).

### Odcinek pierwszy
Grudzień 1908. Książę Jan z oczarowaniem przygląda się przyjęciu urodzinowym babci, Aleksandry Duńskiej (Bibi Andersson) w rezydencji Sandringham House w hrabstwie Norfolk.
Latem 1909 roku z wizytą na wyspę Wight przybywają krewni brytyjskiej rodziny królewskiej: car Rosji Mikołaj II Romanow (Iwan Marewicz) z żoną, carycą Aleksandrą (Ingeborga Dapkūnaitė) oraz dziećmi: Olgą (Vanessa Ackerman), Tatianą (Holly Boyd), Marią (Nastja Rażduchowa), Anastazją (Algina Lipskis) I Aleksym (Samuel Page/Kostja Sewerow).
Gdy mieszkańcy Londynu wpatrują się w nocne niebo, by dostrzec zbliżającą się kometę, rodzina zostaje wezwana do Pałacu Buckingham, gdzie na łożu śmierci znajdował się król Edward VII (Michael Gambon), który wkrótce umiera. Podczas pogrzebu, w którym udział bierze wielu przywódców europejskich państw, w tym cesarz niemiecki Wilhelm II Hohenzollern (David Barrass), chłopiec doznaje ataku padaczki, po czym matka wzywa lekarzy, których diagnoza potwierdza jej i Lalli najgorsze obawy, po czym Lalla zgłasza się na ochotnika do opieki nad nim w celu uniknięcia wysłania go do ośrodka. Obaj mają zostać wysłani do Sandringham House, gdzie ma nie dopuszczać do spotkania z chłopcem z nikim spoza członkami jego rodziny.
Jego brat, książę Jerzy, który zawsze cenił chłopca, przysięga go chronić. Kilka lat później, gdy chłopiec jest już starszy, pozbawiony jest towarzystwa dzieci i uważa, że wykształcenie jego nauczyciela, Henry'ego Hansella (John Sessions), jest niewystarczające. Mimo samotności z optymizmem patrzy na życie. Pewnego dnia, ku wielkiemu zakłopotaniu rodziców: króla Jerzego V (Tom Hollander) i królowej Marii, wypowiada się na wizycie u premiera Wielkiej Brytanii Herberta Henry'ego Asquitha (Frank Finlay) i jego kanclerza skarbu, Davida Lloyda George'a (Ron Cook).
Chłopiec zostaje przywieziony do Londynu na ponowne badanie lekarskie. Podczas pobytu zostaje zabrany przez swojego brata, księcia Jerzego do galerii, patrząc z góry na salę bankietową Pałacu Buckingham, aby przyjrzeć się wielkiej uroczystości państwowej. Zgromadzeni dygnitarze gorączkowo trajkoczą o równowadze, z jaką królowa poradziła sobie z wtargnięciem sufrażystki, która skonfrontowała się z królową, żądając jej poparcia dla praw wyborczych kobiet.
Podczas bankietu Herbert Henry Asquith i David Lloyd George zostają wezwani z powrotem na Downing Street, gdzie otrzymali wiadomość, która okazała się katalizatorem do wybuchu II wojny światowej. Rankiem następnego dnia chłopiec spotyka się ze swoim ojcem, który pokazuje mu swoją cenną kolekcję znaczków, jednak chłopiec jest bardziej zainteresowany jego papugą, Charlotte. Spotkanie zostaje przerwane przez prywatnego sekretarza króla, Arthura Bigge (Bill Nighy), który przekazuje wiadomość o zamachu na następcę tronu Austro-Węgier, arcyksięcia Franciszka Ferdynanda w Sarajewie, na co król w świadomości o ukryciu przed nim tych wiadomości, wybucha wściekłością. Niezauważony przez dorosłych Jan goni papugę, a przerażony ptak odlatuje w głąb budynku. Matka wraz z Lallą i bratem ruszają na poszukiwanie chłopca, a matka na widok kolejnego wyniszczającego ataku chłopca doznaje szoku. Wkrótce chłopiec zostaje oddzielony od Pałacu Buckingham przez spieszących się na pilne spotkanie dyplomatyczne urzędników i odesłany do Sandringham House.

### Odcinek drugi
Książę Jerzy jest świadkiem przewagi aliantów w obliczu wojowniczej postawy mocarstw centralnych przewodzonych przez Cesarstwo Niemieckie. Ku zaskoczeniu wszystkich zainteresowanych, słaby car Rosji Mikołaj II Romanow mobilizuje Armię Imperium Rosyjskiego i pogrąża Europę w działaniach wojennych. Wbrew jego woli, książę Jerzy zostaje wysłany do Naval College, gdzie jego buntowniczy charakter prowadzi go do kwestionowania propagandy o okrucieństwie Armii Cesarstwa Niemieckiego.
Taka propaganda, w połączeniu z katastrofalnymi skutkami konfliktu na polach bitew Flandrii i Francji, zwraca uwagę opinii publicznej na niemieckie pochodzenie brytyjskiej rodziny królewskiej. Trauma wojenna jest odczuwana przez Jana i Lallę oraz pozostałych domowników, zmuszonych do życia w coraz większej izolacji w Wood Farm, na obrzeżach posiadłości Sandringham House. Książę Jerzy jest zdeterminowany, aby utrzymać kontakt z Lallą i Janem. Przybywa w celu przekazania wiadomości o zmianie nazwy dynastii na Windsor oraz abdykacji cara Rosji Mikołaja II Romanowa i jego zesłaniu do Wielkiej Brytanii przez bolszewickich rewolucjonistów.
Książę Jerzy zaniepokojony reakcją poddanych, przekonuje Arthura Bigge do nacisku Davida Lloyda George'a do wycofania zaproszenia dla Mikołaja II Romanowa. Jan marzy o zamieszkaniu wraz z kuzynami z Rosji oraz przygotowuje się pod okiem Lalli do wygłoszenia recitalu dla rosyjskiej rodziny. Następnie rodzina królewska jest przerażona wiadomością o morderstwie rodziny Romanowów w Jekaterynburgu. Przytłoczeni skutkami poprzednich wydarzeń, znajdują pociechę, gdy ich syn Jan umiera w swym bezgranicznym optymizmie i niezmąconej miłości do życia.

## Obsada
- Daniel Williams – Książę "Johnnie" Jan (młodszy)
- Matthew Thomas – Książę "Johnnie" Jan (starszy)
- Brock Everitt-Elwick – Książę Jerzy (młodszy)
- Rollo Weeks – Książę Jerzy (starszy)
- Samuel Page – Aleksy Romanow (młodszy)
- Kostja Sewerow – Aleksy Romanow (starszy)
- Miranda Richardson – Królowa Maria
- Mary Nighy – Księżniczka Maria
- Gina McKee – Charlotte "Lalla" Bill
- Tom Hollander – Król Jerzy V
- Bill Nighy – Arthur Bigge, sekretarz króla Jerzego V
- Bibi Andersson – Aleksandra Duńska
- Ron Cook – David Lloyd George
- Roz McCutcheon – Maria Adelajda Hanowerska
- Frank Finlay – Herbert Henry Asquith
- John Sessions – Henry Hansell
- Michael Gambon – Król Edward VII
- David Barrass – Cesarz Wilhelm II Hohenzollern
- Iwan Marewicz – Car Mikołaj II Romanow
- Ingeborga Dapkūnaitė – Caryca Aleksandra Romanowa
- Vanessa Ackerman – Olga Romanowa
- Holly Boyd – Tatiana Romanowa
- Nastja Rażduchowa – Maria Romanowa
- Algina Lipskis – Anastazja Romanowa

## Ocena
Produkcja osiągnęła wysoką oglądalność oraz wiele pochwał, została także wydana na VHS i DVD.

## Nagrody
Nagroda Emmy 2005
- Najlepszy miniserial
- Wybitne kierownictwo artystyczne
- Wybitne kostiumy[2][3][4]

Nagroda Satelita 2005
- Najlepszy miniserial

Złote Globy 2005
Nominacje
- Najlepsza aktorka w miniserialu lub filmie telewizyjnym (Miranda Richardson)

Nagrody Telewizyjne Akademii Brytyjskiej 2004
Nominacje
- Najlepsza aktorka (Miranda Richardson)
- Najlepsza aktorka (Gina McKee)
- Najlepszy montaż (Gina McKee)
- Najlepszy muzyka (Gina McKee)
- Najlepszy aktorka (Barry Ackroyd)